# Saskatchewan Highway 919
Der Saskatchewan Highway 919 ist eine State Route in Saskatchewan, Kanada. Er führt 46 km von den Saskatchewan Highways 21 und 950 zu der Canadian Forces Base Cold Lake.